# Zbigniew Korosadowicz
Zbigniew Korosadowicz (12. prosince 1907, Krakov, Polsko – 2. června 1983, Zakopane, Polsko) byl polský geograf, horolezec a náčelník polské horské služby TOPR, který uskutečnil mnoho prvovýstupů na štíty ve Vysokých Tatrách.

## Životopis
Studia geografie ukončil na Jagellonské univerzitě v Krakově. Po studiích se usadil v Zakopaném, kde v letech 1934 až 1939 vyučoval na gymnáziu.
Před druhou světovou válkou patřil mezi přední polské horolezce. Zaměřoval se především na výstupy v zimním období. S horolezectvím začínal v roce 1928. Jeho partnerem byl Wiesław Stanisławski. Výstup na Zamarłu Turniu („Zmrzlá věž“) na východním hřebeni Świnice byl jeho první těžkou túrou.
Výstup na Veľký Mengusovský štít, severní stěnou s obejitím štítové kopule v zimě 1936, byl jeho nejvelkolepějším klasickým horolezeckým výkonem na polské straně Vysokých Tater.
Mnoho horolezeckých túr uskutečnil v zahraničí – Atlas v Maroku, vykonal i prvovýstupy v Alpách, byl jedním z prvních Poláků na řeckém Olympu, dvakrát sám vystoupil na Mont Blanc. Ve Vysokých Tatrách byl aktivní do roku 1947.
V roce 1936 spoluzakládal Kolo Zakopiańska KW a od roku 1937 byl členem polské horské služby – TOPR (Tatrzańskie Ochotnicze Pogotowie Ratunkowe) a po válce krátký dobu jejího náčelníkem. Celkem sám vedl 68 záchranných operací. V roce 1940 na žádost německých vojenských orgánů zorganizoval a vedl na polské straně Vysokých Tater záchrannou službu Tatra-Bergwacht.
Do historie polské horské záchranné služby se zapsal záchrannou akcí na pomoc raněným partyzánům ve Studené dolině a na úbočí Salatína v Roháčích 11. a 12. února 1945. Později byla tato událost ztvárněna v polských filmech Modrý kříž (Błękitny krzyż režie Andrzej Munk, polská horská služby má ve svém znaku modrý kříž), Na ratunek (režie Krzysztof Pol) a československém filmu Biela tma (režie František Čáp, 1948).
Po válce pracoval ve „vysokohorském klubu“ v Zakopaném. Byl jeho předsedou do roku 1971. V roce 1955 obdržel Zlatý kříž za zásluhy.
V posledních letech života trpěl onemocněním srdce. Zemřel na infarkt myokardu na značené cestě na Halu Gasienicovu 2. června 1983. Pohřben je na Cmentarzi Zasłużonych v Zakopaném.

## Hodnotné prvovýstupy
prvovýstup v zimním období
- Středem severní stěny Žabí věže (Mengusovské), (1932)
- Jihovýchodní stěna Kolového štítu, (1931)
- Východní stěna Lomnického štítu, (1935)
- Levá část severozápadní hrany Východního železného štítu
- Severní stěna Žluté stěny, (1935)
- Pravá část severovýchodní stěny Prostredného hrotu, (1935)
- Mengusovský pilíř na Velkého Mengusovského štítu od Morského oka, (1935)
- Severní stěna hory Mlynár, (1935)
- Severní stěna Javorového štítu, Komárnická cesta, první zimní výstup, (1933)
- Severní stěna Malého Kežmarského štítu, cestou Szcepańskich, (1933)
- Severovýchodní stěna – pilířem Čubrina po Velkou Čubrinskou galerii a dále přes Hincovo sedlo na vrchol, (1935). Poprvé při tomto výstupu byla ve Vysokých Tatrách použita dvanáctihrotá stoupací železa (mačky) a ledovcové skoby.

## Publicistické činnost
Publikoval v polském horolezeckém časopise Taternik (Horolezec) a v jiných periodikách. V letech 1939, 1940 a 1947 vydal reliéfní mapy. V roce 1949 sepsal průvodce Tatry i Zakopané a od roku 1967 začal vycházet jeho průvodce Po Tatrách i Podtatrżu. Byl autorem velkých plastických map pro Muzeum sportu a turistiky ve Varšavě a pro hotel Kasprowy v Zakopaném.

## Zeměpisná činnost
Účastnil se měření tatranských ples spolu s profesorem J. Szaflarskim. V letech 1932–1933 fotografoval a zkoumal geomorfologii Javorové doliny. V roce 1934 začal studovat suťové kužely v tatranských dolinách.